# Lijst van Cithaeronidae
De lijst van Cithaeronidae bevat alle wetenschappelijk beschreven soorten spinnen uit de familie van de Cithaeronidae.

## Cithaeron
Cithaeron O. P-Cambridge, 1872
- Cithaeron contentum Jocqué & Russell-Smith, 2011[3]
- Cithaeron delimbatus Strand, 1906[4]
- Cithaeron indicus Platnick & Gajbe, 1994[5]
- Cithaeron jocqueorum Platnick, 1991[6]
- Cithaeron praedonius O. P.-Cambridge, 1872[2]
- Cithaeron reimoseri Platnick, 1991[6]

## Inthaeron
Inthaeron Platnick, 1991
- Inthaeron rossi Platnick, 1991[6]